# Bathyergus janetta
Bathyergus janetta (землекоп Намаква) — вид гризунів родини землекопових.
Один з двох видів роду землекоп (Bathyergus)

## поширення
Мешкає в південній Намібії (на кордоні з ПАР) та в західній частині ПАР. Рідко трапляється вище 300 м над рівнем моря. Мешкає в районах прибережних піщаних дюн, і затверділих алювійних ґрунтах зі середньою річною кількістю опадів менше 400 мм.

## Морфологія
Морфометрія. Загальна довжина тіла: 25 см, довжина хвоста: 4 см.
Опис. Має м'яке хутро, короткий хвіст, велику, округлу голову, добре розвинені різці, крихітні очі і вуха. Відрізняється від Капського дюнного землекопа Bathyergus suillus меншими розмірами і тим, що має від тьмяно до срібно-сіре хутро з широкою темнішою смугою, що йде від основи шиї до крупа. Також є незвичні білі області навколо очей. Хвіст коричневий зверху і знизу білий.

## Поведінка
Підземний і в основному солітарний вид. Від двох до семи малюків, народжується після періоду вагітності 52 днів. Середня тривалість покоління два роки.

## Генетика
Каріотип характеризується диплоїдним числом, 2n=54.

## Загрози та охорона
Виду загрожує деяка втрата місць проживання через видобуток алмазів у прибережному ареалі. Хоча видобуток є загрозою, громадський доступ в ці регіони є повністю обмежено. Зустрічається в Шперґебіті, яка, не маючи державного захисту, має дуже високий рівень захисту.

## Виноски
1. ↑  Українська назва є транскрибуванням та/або перекладом латинської назви авторами статті і в авторитетних україномовних джерелах не знайдена.
2. 1 2 3  Вебсайт МСОП
3. ↑  Chris Stuart, Tilde Stuart Field guide to mammals of southern Africa — Struik, 2001, p. 94
4. ↑  Stephen J. O'Brien, Joan C. Menninger, William G. Nash Atlas of mammalian chromosomes / John Wiley and Sons, 2006, p. 319